# Erich Straub (Manager)
Erich Straub († nach 1942) war ein deutscher Manager. 

## Leben
Straub war Direktor der Frankfurter Elektrizitäts-Industrie AG und Gründungsmitglied, Geschäftsführer und Direktor der 1922 gegründeten Frankfurter Elektrizitätswerke GmbH (F. E. W.) und 1930 zunächst stellvertretender Präsident der Industrie- und Handelskammer für Frankfurt/Oder und die Neumark. Später stieg er zum Präsidenten auf. In dieser Funktion wurde er vom Ministerpräsidenten Hermann Göring im März 1939 als ein um Staat und Volk verdienter Mann der Provinz Brandenburg zum Preußischen Provinzialrat ernannt.
Auf eigenen Antrag gab er 1942 das Präsidentenamt ab.